# Feixistes Britànics
Els Feixistes Britànics (en anglès: British Fascists) van ser la primera organització política del Regne Unit a reclamar l'etiqueta de feixista, encara que el grup va tenir poca unitat ideològica a part de l'antisocialisme durant gran part de la seva existència, i va estar fortament associat amb el conservadorisme. William Joyce, Neil Francis Hawkins, Maxwell Knight i Arnold Leese van ser dels que van passar pel moviment com a membres i activistes.

## Estructura i pertinença

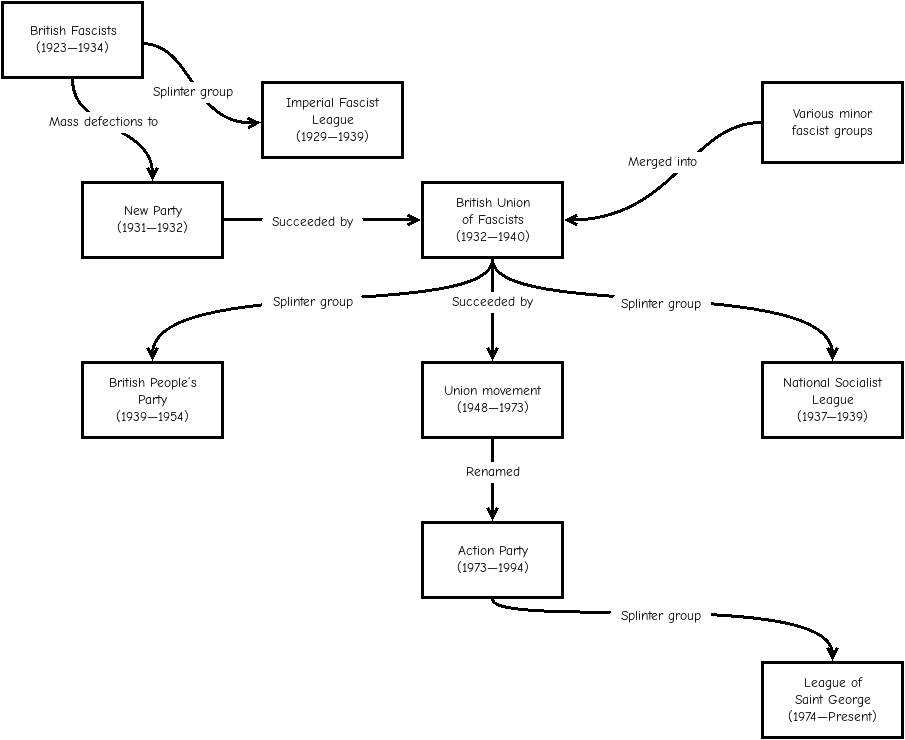
Un diagrama de flux que mostra la història del primer moviment feixista britànic

L'organització es va formar el 6 de maig de 1923 per Rotha Lintorn-Orman arran de la Marxa a Roma de Benito Mussolini, i originalment funcionava amb el nom italià British Fascisti. Malgrat el seu nom, el grup tenia una base ideològica poc definida en els seus inicis, i va néixer més per la por a la política d'esquerres que per la devoció al feixisme. Els ideals del moviment escolta, amb el qual molts dels primers membres també havien estat involucrats en la seva joventut, també hi van tenir un paper, perquè els Feixistes Britànics desitjaven, segons el general RBD Blakeney, que va ser el president del partit des de 1924 fins a 1926, per «mantenir les mateixes nobles idees de fraternitat, servei i deure». En la seva formació, almenys, els Feixistes Britànics es van situar en el mateix camp conservador de dretes que la Unió de l'Imperi Britànic i la Unió de la Classe Mitjana, i van compartir alguns membres amb aquests grups. El grup tenia una estructura complexa, presidit tant per un Consell Executiu com per un Gran Consell Feixista de nou homes, amb els Comandants de Comtat i d'Àrea controlant els districtes per sota d'aquest. Els districtes tenien una sèrie de companyies, que al seu torn estaven dividides en tropes amb cada tropa formada per tres unitats i unitat que contenia set membres sota un líder. Hi havia una estructura separada en línies similars per a la important pertinença femenina del grup. El grup es va fer famós per les seves exagerades afirmacions de membres (incloent-hi la ridícula afirmació que tenia 200.000 membres el 1926), encara que en el seu moment àlgid entre 1925 i 1926 tenia diversos milers de membres. Va reunir 5.000 persones per a una marxa a Londres el Dia de l'Imperi a Londres el 1925.
Els primers membres provenien en gran part de l'alta societat i incloïen diverses dones entre les seves files, com Dorothy, la vescomtessa Downe, Lady Sydenham de Combe, la baronessa Zouche i Nesta Webster. També s'hi van unir homes de l'aristocràcia, com lord Glasgow, el marquès d'Ailesbury, lord Ernest Hamilton, el baró de Clifford, l'earl temple of Stowe, Sir Arthur Henry Hardinge i Leopold Canning, lord Garvagh, que va ser el primer president del moviment. Membres d'alt rang de les forces armades també van ocupar papers de lideratge en el grup, amb el general Blakeney unit a persones com el general Sir Ormonde Winter, el contraalmirall John Armstrong (vicepresident de la BF 1924–1926) i el coronel Sir Charles Rosdew Burn, que va combinar un paper al Gran Consell dels Feixistes Britànics amb el de diputat del Partit Conservador per Torquay. Els almiralls Sir Edmund Fremantle i Sir Reginald Tupper, els generals de brigada Julian Tyndale-Biscoe i Roland Erskine-Tulloch, el contraalmirall William Ernest Russell Martin (pagador de BF), els generals de comandament James Spens, Thomas Pilcher i el coronel Daniel Burges també n'eren membres. Tanmateix, el Consell de l'Exèrcit va prohibir al personal militar en servei d'unir-se al grup.
A un nivell més de base, el grup va atreure membres de joves de classe mitjana i treballadora que passaven gran part del seu temps en enfrontaments violents amb homes similars implicats en el Partit Comunista de Gran Bretanya⁣; entre els quals trobaríem William Joyce Aquesta dominació per part de membres descontents de la noblesa i oficials d'alt rang va fer que certes preocupacions no s'associen normalment amb les demandes del feixisme, com ara la ira pel declivi del gran sector agrícola terratinent, els alts nivells d'impostos sobre béns immobles i els impostos de seuccessions, i l'escassetat d'ocupacions civils d'alt rang considerades adequades per a l'estatus d'oficials, eren una característica central de les preocupacions polítiques avançades pels Feixistes Britànics. També hi havia altres oficials com Sir Michael Bruce, Arnold Leese, l'entrenador de criquet d'Anglaterra Sir Frederick Toone, el capità de criquet d'Anglaterra Arthur Gilligan, John Baker White MP i Patrick Hannon MP.

## Desenvolupament primerenc
El partit es va limitar a dirigir les reunions del Partit Conservador i a fer campanya porta a porta pel partit. En particular, va fer campanya enèrgica en nom d'Oliver Locker-Lampson, l'eslògan de campanya del qual era «Fora els Rojos» (Keep Out the Reds), un eslògan que alutinava les diverses sensibilitats del grup al voltant de l'anticomunisme. El grup també es va dedicar a una sèrie d'ardits d'alt perfil, moltes de les quals eren més en la línia d'acudits pràctics elaborats que no pas de subversió genuïna. En un d'aquests exemples, cinc Feixistes Britànics van treure per la força a Harry Pollitt d'un tren a Liverpool, quan es dirigia a un esdeveniment del Moviment de les Minories Nacionals, i van intentar portar-lo a un tren diferent. Els cinc membres detinguts pels fets van insistir que tenien la intenció d'enviar Pollitt a un descans de cap de setmana i fins i tot van afirmar que s'havia endut 5 lliures que li havien ofert per les despeses. Una de les poques polítiques del grup va ser una crida a una reducció de l'impost sobre la renda perquè els més acomodats poguessin contractar més servents i així reduir l'atur.
El grup va canviar el seu nom l'any 1924 de British Fascisti a British Fascists, en un intent de distanciar-se de les associacions italianes, tot i que aquest moviment va ajudar a provocar una escissió en el grup amb un grup més ideològicament feixista, el National Fascisti. El patriotisme del grup havia estat qüestionat a causa de l'ortografia italiana del nom i també se l'havia acusat d'estar a sou del govern italià. Posant èmfasi en el seu suport a l'establishment, fins i tot va escriure al secretari d'Interior del Partit Laborista Arthur Henderson el 1924 dient-li que el grup estava a la seva disposició si volia desplegar-los contra les línies de piquets durant els disturbis industrials, una oferta a la qual Henderson no va respondre. Blakeney havia substituït Canning com a president aquell mateix any, ja que Canning afirmava que vivia massa lluny de Londres per tenir prou influència política. Londres era la principal base d'operacions del grup. El desembre de 1925 un intent d'organitzar una reunió a Manchester va ser impedit pels comunistes i, com a resultat, el BF va abandonar els seus intents d'establir-se a la ciutat.
Malgrat la seva estreta associació amb elements del Partit Conservador, els Feixistes Britànics van presentar de tant en tant candidats a les eleccions locals. L'any 1924 dos dels seus candidats a les eleccions municipals a Stamford, Lincolnshire, Arnold Leese i Henry Simpson, van aconseguir l'elecció al consell local. Simpson conservaria el seu seient el 1927, encara que en aquella etapa tant ell com Leese havien trencat amb els Feixistes Britànics.

## Vaga General
Els Feixistes Britànics van començar a assumir un paper més destacat en el període previ a la vaga general de 1926, ja que es va fer evident que la seva propaganda que preveia un tal resultat estava a punt de fer-se realitat. No obstant això, no se'ls va permetre unir-se a l'Organització per al Manteniment dels Subministraments (OMS), un grup establert pel govern i presidit per Lord Hardinge per mobilitzar una força de treball dels que no fessin vaga en cas de vaga general. L'OMS, prèviament, havia renunciat a qualsevol vinculació explícita al feixisme, ja que el govern va insistir perquè el grup es mantingués no ideològic. L'estructura de l'OMS es basava realment en la dels Feixistes Britànics, però el govern no estava disposat a confiar en els Feixistes Britànics a causa del que consideraven la naturalesa poc ortodoxa del grup i la seva dependència del finançament de Rotha Lintorn-Orman (que havia obtingut una reputació de vida luxosa) i així el van excloure com a grup de l'OMS. Com a resultat, es va produir una nova escissió liderada per l'antic president de la BF, el general de brigada Blakeney, els membres de la qual es van autoanomenar Lleialistes. Durant la vaga, els Feixistes Britànics van formar les seves pròpies divisions Q, que van assumir gran part del mateix treball que l'OMS durant la vaga, encara que sense tenir cap reconeixement oficial del govern.
La vaga va danyar greument el partit, ja que no va aconseguir precipitar la «revolució bolxevic», que Lintorn-Orman havia preparat el partit per lluitar. De fet, la vaga va ser en gran part pacífica i moderada, i els temors a futurs brots es van sufocar una mica amb l'aprovació de la Llei de Conflictes Comercials. Molts dels seus membres i partidaris més destacats també es van allunyar del grup després de la vaga. El diari del partit, anomenat inicialment Fascist Bulletin abans de canviar el seu nom a British Lion, va passar de ser setmanal a mensual, i la pèrdua d'un nombre de líders clau i el lideratge erràtic de Lintorn-Orman, que lluitava contra l'alcoholisme, va provocar un descens de l'activitat. El grup també va ser devastat pel faccionalisme, amb un grup seguint a Lady Downe i les antigues maneres dels Feixistes Britànics, i un altre centrat al voltant de James Strachey Barnes i Sir Harold Elsdale Goad defensant el compromís total amb una ideologia feixista apropiada.

## Declivi
Després d'haver estat molt afectats per les divisions arran de la vaga general, els Feixistes Britànics van intentar avançar gradualment cap a un feixisme més definit. El 1927 van adoptar la camisa blava i la boina com a uniforme seguint l'estil de moviments similars a Europa. Aquell mateix any van intentar organitzar una desfilada del Dia del Record davant del palau de Buckingham on van demanar que el rei els saludés des del balcó, però les peticions van ser rebutjades i la desfilada no va tenir lloc. No obstant això, el progrés cap al feixisme no va arribar prou de pressa i el 1928, Arnold Leese es va separar del grup. Leese va titllar el partit de «conservadorisme amb els botons posats» i va fundar la seva pròpia Lliga Feixista Imperial (IFL), un partit amb una línia més dura que posava èmfasi en l'antisemitisme. En poc temps, però, els Feixistes Britànics van començar a defensar un govern més autoritari en el qual el monarca tingués un paper destacat, així com a defensar l'establiment d'un estat corporatiu a l'estil de Benito Mussolini. Aquests canvis polítics van ser possibles per la marxa de Blakeney, que estava compromès amb lademocràcia representativa i la principal opinió econòmica del qual era l'oposició al patró or. Fins i tot sense Blakeney van conservar algunes de les seves opinions anteriors vinculades als conservadors, com ara la lleialtat al rei, la legislació antisindical, el lliure comerç dins de l'Imperi Britànic i una preferència general pel rural, encara que aquests van ser reforçats per les polítiques d'influència feixista com la limitació de la franquícia, la purificació gradual de la «raça anglesa» i les restriccions estrictes a la immigració i les activitats dels immigrants admesos a Gran Bretanya. No obstant això, com ha assenyalat Martin Pugh, els Feixistes Britànics van encoratjar activament les comparacions amb el Partit Conservador, sentint que això afegiria un sentit de legitimitat i britanicitat a les seves activitats, sobretot perquè s'enfrontaven a crítiques dures no només de l'esquerra sinó també alguns tories per la seva estructura cada cop més paramilitar. Tanmateix, alguns conservadors estaven a prop del grup, amb Charles Burn assegut al Gran Consell i el suport prestat per persones com Patrick Hannon, Robert Tatton Bower, Robert Burton-Chadwick i Alan Lennox-Boyd. De fet, el maig de 1925 Hannon fins i tot va reservar una sala a la Cambra dels Comuns per acollir un esdeveniment per als Feixistes Britànics.
Després de 1931, el BF va abandonar els seus intents de formar una versió clarament britànica del feixisme i, en canvi, va adoptar el programa complet de Mussolini i el seu Partit Nacional Feixista. El grup, ja debilitat, es va dividir encara més el 1932 per la fusió del grup amb el New Party d'Oswald Mosley. La proposta va ser acceptada per Neil Francis Hawkins del Comitè de la Caserna General i els seus aliats, el tinent coronel HW Johnson i EG Mandeville Roe. Tot i això, la direcció femenina va rebutjar la proposta a causa de les desevincences amb Mosley. De fet, els Feixistes Britànics havien protestat contra els mítings de Mosley ja el 1927, quan van denunciar l'aleshores diputat laborista com un socialista perillós. Com a conseqüència Hawkins es va separar i es va emportar gran part dels membres masculins de la BF. Poc després, el New Party es va convertir en la Unió Britànica de Feixistes (BUF). Com a resultat, les relacions amb el BUF es van refredar, sobretot quan Mosley es va acomiadar dels BF referint-s'hi com a «tres vells i un parell de nois d'oficina». El 1933 un esquadró de lluita del BUF va destrossar les oficines del BF a Londres, després que els membres dels Feixistes Britànics haguessin intervingut a la seu de la BUF.
En aquesta etapa, els membres de la BF havien caigut en picat, i només hi quedaven els membres incondicionals. Es van fer diverses propostes en un intent de revitalitzar el moviment, encara que cap va tenir èxit. Archibald Whitmore va anunciar un pla per convertir els Feixistes Britànics en un grup lleial de l'Ulster i successor dels Voluntaris de l'Ulster, encara que després d'afirmar que s'estava preparant per començar el reclutament a Irlanda del Nord, no en va sortir res. El pla havia estat liderat per la senyora DG Harnett, una amiga íntima de Lintorn-Orman, que esperava que el BF pogués beneficiar-se de l'aparició del destacat republicà irlandès Éamon de Valera com a president del Consell Executiu de l'Estat Lliure d'Irlanda. Tanmateix, el pla es va trencar quan les polítiques de l'Estat Lliure d'Irlanda cap a Irlanda del Nord es van mantenir. Sí que existia un petit grup a l'Estat Lliure d'Irlanda, que afirmava tenir mil membres, encara que de fet no tenia més de 25 actius a Dublín sota HR Ledbeater. Aquest grup afavoria la reunificació amb el Regne Unit i va participar en l'enviament de fulletons antisemites a jueus destacats com Robert Briscoe. Va buscar una fusió amb l'Associació de Camarades de l'Exèrcit de dretes, però això va ser rebutjat per Eoin O'Duffy a causa de la seva posició probritànica. Els plans per a una fusió amb l'IFL no van sorgir i els plans per a una fusió amb el Partit Nacional dels Treballadors de Graham Seton Hutchison també es van abandonar quan va quedar clar que, lluny de tenir els 20.000 membres només a Mansfield que afirmava Seton Hutchison, el partit era poc més que un espectacle individual.
En un intent de revertir la seva devallada, el partit es va convertir en una plataforma fortament antisemita. Thurlow assenyala: «Es va notar que el BF es va tornar cada cop més antisemita en el seu moment d'agonia». El 1933, Lord i Lady Downe, com a representants dels Feixistes Britànics, van atendre l'enviat alemany nazi Gunther Schmidt-Lorenzen a la seva finca i li van suggerir que els nazis havien d'evitar qualsevol vincle amb Mosley, a qui Lady Downe va acusar d'estar cobrant el sou de figures jueves com el baró Rothschild i Sir Philip Sassoon. La companya Madame Arnaud va repetir acusacions semblants sobre Mosley a un altre funcionari alemany, la doctora Margarete Gartner de l'Associació de Política Econòmica. No obstant això, en aquesta etapa la mare de Lintorn-Orman li havia tallat el finançament econòmic després d'escoltar històries de disbauxa sobre la líder feixista femenina, i així el grup es va endeutar fins que es va declarar en fallida el 1934, quan el coronel Wilson va demanar un préstec de 500 lliures. Això va portar als Feixistes Britànics a la fi i Rotha Lintorn-Orman va morir l'any següent.